# Angel Haze
Angel Haze lub Alaska Young, właśc. Raykeea Wilson (ur. 10 lipca 1991 w Detroit) – amerykańska raperka i autorka tekstów, aktywna od 2010 roku. Współpracuje z wytwórniami Republic i Island.  Na początku 2013 roku zaangażowała się w beef z inną nowojorską raperką, Azealią Banks, i nagrała dwa dissy pt. „On the Edge” i „Shut the F*ck Up”.

## Życie
Wilson urodziła się w wojskowej rodzinie w Detroit. Jej ojciec, zmarły przed jej urodzeniem, był Afroamerykaninem, a matka Czirokezką. W wieku 13 lat wygrała szkolny konkurs poetycki, w ramach którego opublikowano jej wiersz. Jako dziecko Wilson uczyła się kreatywnego pisania i chciała zostać tekściarką albo artystką gospel. Zaczęła publikować wideo ze swoją twórczością na YouTube w wieku 18 lat, zaczęła też upowszechniać swoją muzykę przez portale jak Tumblr, na których zdobyła pierwszych fanów. 
W latach 2009–2012 Wilson publikowała mixtape'y do darmowego pobrania przez internet: New Moon, Altered Ego, King, and Voice. IW czerwcu 2012 opublikowała darmowy mixtape Reservation, który został doceniony przez krytykę. Tytuł Reservation odnosi się do rdzennego Amerykańskiego pochodzenia artystki. Była nominowana do plebiscytu BBC Sound of… za rok 2013.
W 2012 Wilson publicznie podjęła temat bycia wykorzystywaną seksualnie w dzieciństwie w "Cleaning Out My Closet," piosence z mixtape'u Classick, samplującej piosenkę o tej samej nazwie Eminema.
28 sierpnia 2013 Wilson wydała "Echelon (It's My Way)" jako główny singiel promujący album Dirty Gold. Album wyciekł do sieci w grudniu 2013, przed planowaną premierą w marcu 2014. W związku z tym data premiery została zmieniona na grudzień 2013, miał niską sprzedaż w pierwszym tygodniu. We wrześniu 2015, Wilson wydała mixtape Back to the Woods, a w marcu "Resurrection".
Wilson jest osobą panseksualną i agenderową. W 2015 wyznała w wywiadzie, że choć nie identyfikuje się ani jako kobieta, ani jako mężczyzna, to preferuje zaimki he (on) albo she (ona). Wilson jest samoukiem języka czirokeskiego.

## Dyskografia

### Albumy studyjne
- Dirty Gold (2013)

### Minialbumy
- New York EP (2012)

### Mixtape’y
- New Moon (2009)
- Altered Ego (2011)
- King (2011)
- Voice EP (2012)
- Reservation (2012)
- Classick (2012)

### Single
- „New York” (2012)
- „Werkin’ Girls” (2012)
- „Battle Cry” feat. Sia (2013)

### Z gościnnym udziałem
- „Papaoutai” (Stromae) (2014)